# امیل فون زاور
امیل فون زاور (آلمانی: Emil von Sauer؛ ۸ اکتبر ۱۸۶۲ – ۲۷ آوریل ۱۹۴۲) یک آهنگساز، مدرس موسیقی و نوازنده پیانوی مشهور اهل آلمان بود.
او از شاگردان فرانتس لیست بود و یکی از برجسته‌ترین نوازندگان پیانوی دوران خود محسوب می‌شد.
«مارتین کرآوس» یکی دیگر از شاگردان فرانتس لیست، دربارهٔ امیل فون زاور گفت: «او جانشین برحقِ فرانتس لیست است. کسی که بیش از هر شاگرد دیگر لیست، فریبندگی و اصالت او را داراست».